# Dictadura de José Antonio Páez
La dictadura de José Antonio Páez fue el tercer y último gobierno de Páez, esta vez como jefe supremo civil y militar de Venezuela durante la Guerra Federal. En aquella ocasión, Páez no llegó a través de elecciones, sino que asumió tras el golpe de Estado al presidente Pedro Gual, quien fue arrestado con su visto bueno y luego exiliado.  Ejerció como dictador entre 1861 y 1863, dedicando sus esfuerzos a ganar la guerra, mientras que el gobernante de facto fue su ministro Pedro José Rojas.
Páez falló en su propósito de restablecer el orden en el país bajo su influencia y renunció, yéndose al exilio en Argentina. Lo sucedió el gobierno de Juan Crisóstomo Falcón, iniciando cuatro décadas de gobiernos vinculados al Partido Liberal.

## Antecedentes
Páez había sido expulsado por el Congreso Nacional durante el Monagato, en 1850, hasta que Julián Castro lo llamó para que volviera al país, después de tomar el poder. Páez volvió a Caracas en 1859, año en el que había estallado la Guerra Federal.
Manuel Felipe de Tovar fue electo presidente en 1860 en las primeras elecciones directas de la historia, y también le había pedido a Páez que volviera de Estados Unidos, nombrándolo comandante en jefe del ejército centralista. Los seguidores de ambos tuvieron fuertes disputas y diferencias, y los dos terminaron por renunciar a sus cargos, asumiendo el vicepresidente Pedro Gual y nombrando a Páez nuevamente comandante en jefe del ejército, hasta que Gual le pidió su dimisión a Páez en 1861, producto de la desconfianza que le había generado. Gual fue depuesto en un golpe de Estado por el coronel José Echezuría con el visto bueno de Páez, quien asumió como presidente.

## Gabinete
Pedro José Rojas fue nombrado ministro de Relaciones Interiores, José Santiago Rodríguez ministro de Hacienda y José Echezuría, quien había apresado a Gual, fue nombrado ministro de Guerra y Marina.
| Ministros de Relaciones Exteriores de Venezuela |                             |                     |                     |       |
| Ministerio                                      | Ministro                    | Período             | Período             | Ref.  |
| Ministerio                                      | Ministro                    | Inicio              | Final               | Ref.  |
| Ministerio de Relaciones Interiores             | Pedro José Rojas            |                     |                     | [ 1 ] |
| Ministerio de Hacienda                          | José Santiago Rodríguez     |                     |                     | [ 1 ] |
| Ministerio de Relaciones Exteriores             | Rafael Seijas (Interino)    | 9 de agosto de 1861 | 1 de enero de 1862  |       |
| Ministerio de Relaciones Exteriores             | Pedro José Rojas            | 1 de enero de 1862  | 11 de enero de 1862 |       |
| Ministerio de Relaciones Exteriores             | Manuel Porras               | 11 de enero de 1862 | 4 de julio de 1862  |       |
| Ministerio de Relaciones Exteriores             | Jesús María Morales Marcano | 4 de julio de 1862  | 15 de junio de 1863 |       |
| Ministerio de Guerra y Marina                   | José Echezuría              |                     |                     | [ 1 ] |

## Política nacional

### Política legislativa
Paéz emitió el Decreto del 10 de septiembre de 1861 haciéndose cargo del Gobierno el General José Antonio Páez como Jefe Supremo y que anula la Constitución de 1858 que le daba, en sus propias palabras, «poder ilimitado» que había conseguido con la justificación de «pacificar la República y para reconstituirla bajo el sistema popular republicano». Al año siguiente emitió el Decreto del 1 de enero de 1862 organizando el Gobierno del Jefe Supremo donde extendió sus poderes.
Páez en su decreto de 1862 declaró que «cada provincia será administrada por un gobernador, cuyas funciones y deberes fijaré en un decreto especial».

### Política económica
En 1861 se creó el Banco Venezuela. Páez también declaró libres de derechos de importación los artículos de primera necesidad ese año. En 1862 quebró el Banco Venezuela. La Guerra de Secesión estadounidense venía trayendo un «boom algodonero» para el país desde su inicio en 1860, que se mantuvo durante el gobierno de Páez. El 15 de febrero de 1862 sancionó el primer Código de comercio de Venezuela.

### Política de defensa
Páez propuso una «paz y unión» que no fueron oídas. Durante todo su gobierno comandó la lucha centralista en la Guerra Federal del lado del Partido Conservador y en contra de los rebeldes federales, que finalizó con un tratado firmado por Páez y Juan Crisóstomo Falcón, donde se estableció una Asamblea de Plenipotenciarios en junio de 1863 que nombró a Falcón presidente provisional, terminando con la dictadura y la influencia de Páez en el país definitivamente.

### Política de derechos humanos
En su decreto de 1862 Páez declaró que «continuará permitiéndose sin restricciones en la República la libertad de cultos».

## Oposición

### Partido Liberal
Los principales opositores de Páez estaban relacionados con el Partido Liberal: Juan Crisóstomo Falcón, Antonio Leocadio Guzmán y Antonio Guzmán Blanco.

### Sectores sociales y económicos
Un sector de la burguesía de Caracas se dirigió a la Cancillería británica para pedirle una intervención militar en contra de ambos bandos: los paecistas y los federalistas, y de esta manera poner fin a la guerra, a cambio de «desprenderse del territorio de la Guayana y negociarlo con la Gran Bretaña, pagando con él la deuda extranjera contraída con súbditos ingleses, y además la deuda externa de la República», lo que no sucedió. Entre los firmantes de la carta estuvieron Pedro Gual y Manuel Felipe de Tovar.